# Акторський склад серії фільмів про Гаррі Поттера

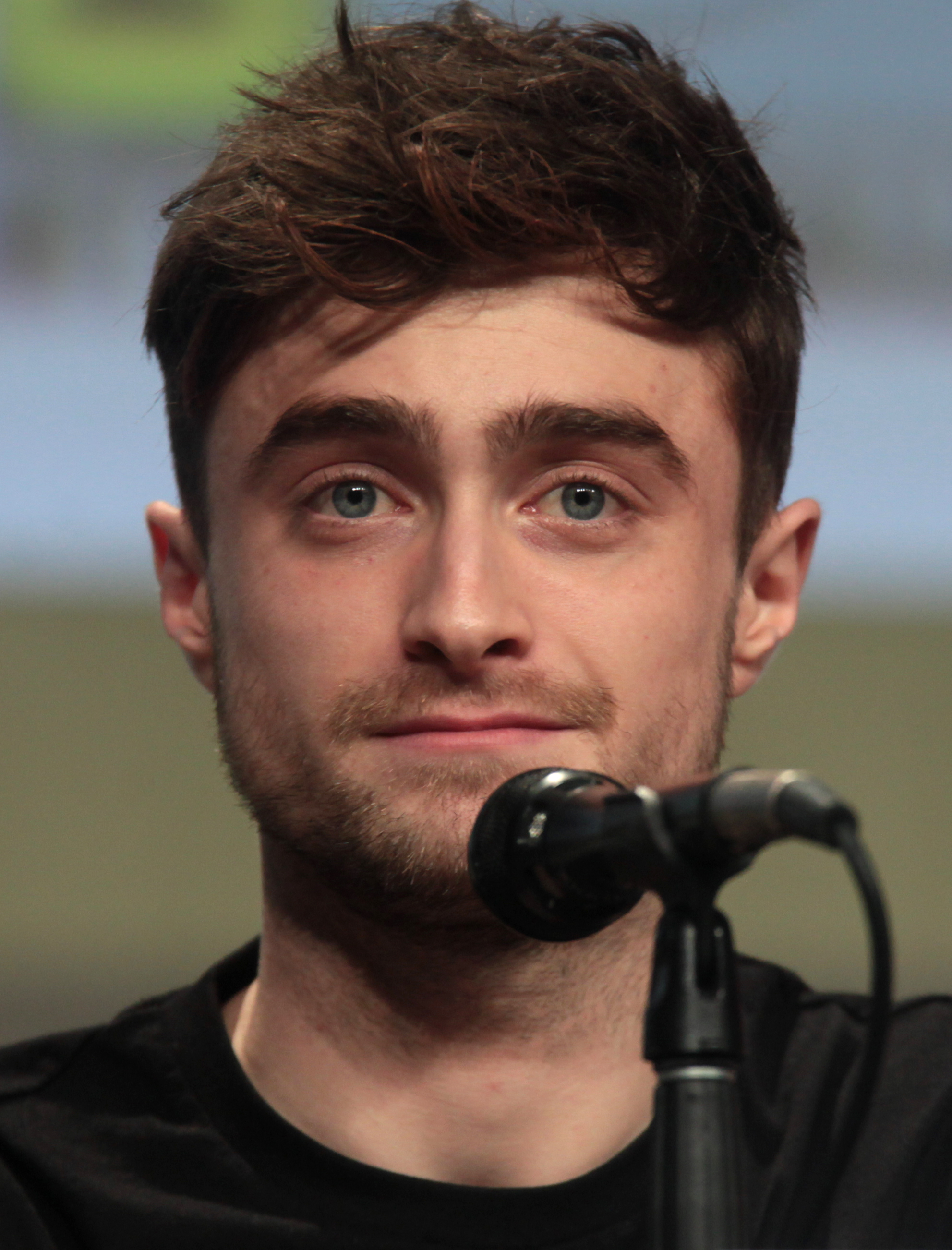
Денієл Редкліфф, який зіграв головного персонажа Гаррі Поттера, став обличчям серії.

На цій сторінці наведено список акторського складу серії фільмів про Гаррі Поттера, які грали чи озвучували персонажів серії. Список впорядкований за фільмами та прізвищами персонажів.

## Огляд
Велика кількість акторів з Великої Британії та Ірландії зіграли чи озвучили персонажів в кіносерії про Гаррі Поттера, заснованій на серії книг Джоан Роулінг. В усіх фільмах Денієл Редкліфф виконував роль Гаррі Поттера, Руперт Ґрінт — Рональда Візлі і Емма Вотсон — Герміони Ґрейнджер. Серед інших варто відзначити також таких відомих акторів як Гелена Бонем Картер, Джим Бродбент, Джон Кліз, Роббі Колтрейн, Ворвік Девіс, Рейф Файнз, Майкл Гембон, Брендан Глісон, Річард Ґриффітс, Річард Гарріс, Джон Герт, Джейсон Айзекс, Міріам Марголіс, Гелен Маккрорі, Ґері Олдмен, Алан Рікман, Фіона Шоу, Меггі Сміт, Імелда Стонтон, Девід Тьюліс, Емма Томпсон і Джулі Волтерс. Лише тринадцять акторів з'являлись в усіх восьми фільмах серії в одній і тій ж ролі.
На прем'єрі фінального фільму серії Гаррі Поттер і Смертельні реліквії: Частина 2, що відбулась 7 липня 2011 року в Лондоні Джоан Роулінг виголосила промову, в якій похвалила талант семи молодих акторів фільму, яких вона назвала «Великою Сімкою»; це були Редкліфф, Ґрінт, Вотсон, Том Фелтон, Метью Льюїс, Еванна Лінч і Бонні Райт.

## Акторський склад та персонажі
Умовні позначення
Порожня, темно-сіра клітинка означає, що персонаж не з'являвся у фільмі.
A — позначає появу у фільмі через архівні кадри.
C — позначає роль камео.
E — позначає роль, яка не потрапила в прокатну версію фільму.
V — позначає роль озвучування.
Y — позначає роль юної версії персонажа.
| Персонаж                                             | 2001                                   | 2002                                   | 2004                                   | 2005                                   | 2007                                   | 2009                                   | 2010                                   | 2011                                   |
| Персонаж                                             | Філософський камінь                    | Таємна кімната                         | В'язень Азкабану                       | Келих Вогню                            | Орден Фенікса                          | Напівкровний Принц                     | Смертельні реліквії: Частина 1         | Смертельні реліквії: Частина 2         |
| З'явились у фільмі Філософський камінь               | З'явились у фільмі Філософський камінь | З'явились у фільмі Філософський камінь | З'явились у фільмі Філософський камінь | З'явились у фільмі Філософський камінь | З'явились у фільмі Філософський камінь | З'явились у фільмі Філософський камінь | З'явились у фільмі Філософський камінь | З'явились у фільмі Філософський камінь |
| ---------------------------------------------------- | -------------------------------------- | -------------------------------------- | -------------------------------------- | -------------------------------------- | -------------------------------------- | -------------------------------------- | -------------------------------------- | -------------------------------------- |
| Кеті Бел                                             | Емілі Дейл                             | Емілі Дейл                             |                                        |                                        |                                        | Джорджина Леонідас                     | Джорджина Леонідас                     | Джорджина Леонідас                     |
| Сьюзен Боунс                                         | Елеонор Коламбус                       | Елеонор Коламбус                       |                                        |                                        |                                        |                                        |                                        |                                        |
| Олівер Вуд                                           | Шон Біггерстаф                         | Шон Біггерстаф                         |                                        |                                        |                                        |                                        |                                        | Шон БіггерстафC                        |
| Джіні Візлі                                          | Бонні Райт                             | Бонні Райт                             | Бонні Райт                             | Бонні Райт                             | Бонні Райт                             | Бонні Райт                             | Бонні Райт                             | Бонні Райт                             |
| Джордж Візлі                                         | Олівер Фелпс                           | Олівер Фелпс                           | Олівер Фелпс                           | Олівер Фелпс                           | Олівер Фелпс                           | Олівер Фелпс                           | Олівер Фелпс                           | Олівер Фелпс                           |
| Молі Візлі                                           | Джулі Волтерс                          | Джулі Волтерс                          | Джулі Волтерс                          |                                        | Джулі Волтерс                          | Джулі Волтерс                          | Джулі Волтерс                          | Джулі Волтерс                          |
| Персі Візлі                                          | Кріс Ренкін                            | Кріс Ренкін                            | Кріс Ренкін                            |                                        | Кріс Ренкін                            |                                        |                                        | Кріс Ренкін                            |
| Рональд Візлі                                        | Руперт Ґрінт                           | Руперт Ґрінт                           | Руперт Ґрінт                           | Руперт Ґрінт                           | Руперт Ґрінт                           | Руперт Ґрінт                           | Руперт Ґрінт                           | Руперт Ґрінт                           |
| Фред Візлі                                           | Джеймс Фелпс                           | Джеймс Фелпс                           | Джеймс Фелпс                           | Джеймс Фелпс                           | Джеймс Фелпс                           | Джеймс Фелпс                           | Джеймс Фелпс                           | Джеймс Фелпс                           |
| Лорд Волдеморт/ Том Реддл                            | Річард Бреммер Ієн ГартV               | Крістіан КоулсонY                      |                                        | Рейф Файнз                             | Рейф Файнз                             | Гіро Файнс-ТіффінY Френк ДіллейнY      | Рейф Файнз                             | Рейф Файнз                             |
| Рубеус Геґрід                                        | Роббі Колтрейн                         | Роббі Колтрейн Мартін БейфілдY         | Роббі Колтрейн                         | Роббі Колтрейн                         | Роббі Колтрейн                         | Роббі Колтрейн                         | Роббі Колтрейн                         | Роббі Колтрейн                         |
| Гладка Пані                                          | Елізабет Спріггс                       |                                        | Доун Френч                             |                                        |                                        |                                        |                                        |                                        |
| Гладкий Чернець                                      | Саймон Фішер-Бекер                     |                                        |                                        |                                        |                                        |                                        |                                        |                                        |
| Роланда Гуч                                          | Зої Вонамейкер                         |                                        |                                        |                                        |                                        |                                        |                                        |                                        |
| Грегорі Ґойл                                         | Джошуа Гердман                         | Джошуа Гердман                         | Джошуа Гердман                         | Джошуа Гердман                         | Джошуа Гердман                         | Джошуа Гердман                         | Джошуа Гердман                         | Джошуа Гердман                         |
| Герміона Ґрейнджер                                   | Емма Вотсон                            | Емма Вотсон                            | Емма Вотсон                            | Емма Вотсон                            | Емма Вотсон                            | Емма Вотсон                            | Емма Вотсон                            | Емма Вотсон                            |
| Ґрипхук                                              | Верн Троєр Ворвік ДевісV               |                                        |                                        |                                        |                                        |                                        | Ворвік Девіс                           | Ворвік Девіс                           |
| Албус Дамблдор                                       | Річард Гарріс                          | Річард Гарріс                          | Майкл Гембон                           | Майкл Гембон                           | Майкл Гембон                           | Майкл Гембон                           | Майкл Гембон Тобі РегбоY               | Майкл Гембон                           |
| Анжеліна Джонсон                                     | Даніель Табор                          | Даніель Табор                          | Даніель Табор                          | Тіана Бенжамін                         |                                        |                                        |                                        |                                        |
| Лі Джордан                                           | Люк Янгблад                            | Люк Янгблад                            |                                        |                                        |                                        |                                        |                                        |                                        |
| Дідалус Діґл                                         | Девід Бретт                            |                                        |                                        |                                        |                                        |                                        |                                        |                                        |
| Вернон Дурслі                                        | Річард Ґриффітс                        | Річард Ґриффітс                        | Річард Ґриффітс                        |                                        | Річард Ґриффітс                        |                                        | Річард Ґриффітс                        |                                        |
| Дадлі Дурслі                                         | Гаррі Меллінг                          | Гаррі Меллінг                          | Гаррі Меллінг                          |                                        | Гаррі Меллінг                          |                                        | Гаррі Меллінг                          |                                        |
| Петунія Дурслі                                       | Фіона Шоу                              | Фіона Шоу                              | Фіона Шоу                              |                                        | Фіона Шоу                              |                                        | Фіона Шоу                              | Аріелла ПарадайзY                      |
| Квіріній Квірел                                      | Ієн Гарт                               |                                        |                                        |                                        |                                        |                                        |                                        | Ієн ГартA                              |
| Вінсент Креб                                         | Джеймі Вейлетт                         | Джеймі Вейлетт                         | Джеймі Вейлетт                         | Джеймі Вейлетт                         | Джеймі Вейлетт                         | Джеймі Вейлетт                         |                                        |                                        |
| Кривавий Барон                                       | Теренс Бейлер                          |                                        |                                        |                                        |                                        |                                        |                                        |                                        |
| Невіл Лонґботом                                      | Метью Льюїс                            | Метью Льюїс                            | Метью Льюїс                            | Метью Льюїс                            | Метью Льюїс                            | Метью Льюїс                            | Метью Льюїс                            | Метью Льюїс                            |
| Мінерва Макґонеґел                                   | Меггі Сміт                             | Меггі Сміт                             | Меггі Сміт                             | Меггі Сміт                             | Меггі Сміт                             | Меггі Сміт                             |                                        | Меггі Сміт                             |
| Драко Мелфой                                         | Том Фелтон                             | Том Фелтон                             | Том Фелтон                             | Том Фелтон                             | Том Фелтон                             | Том Фелтон                             | Том Фелтон                             | Том Фелтон                             |
| Сер Ніколас де Мимзі-Порпінґтон Майже–Безголовий Нік | Джон Кліз                              | Джон Кліз                              |                                        |                                        |                                        |                                        |                                        |                                        |
| Гаррік Олівандер                                     | Джон Герт                              |                                        |                                        |                                        |                                        |                                        | Джон Герт                              | Джон Герт                              |
| Гаррі Поттер                                         | Денієл Редкліфф Трійнята СаундерсY     | Денієл Редкліфф                        | Денієл Редкліфф                        | Денієл Редкліфф                        | Денієл Редкліфф                        | Денієл Редкліфф                        | Денієл Редкліфф                        | Денієл Редкліфф Тобі ПапвортY          |
| Джеймс Поттер                                        | Едріан Роулінс                         | Едріан РоулінсA                        | Едріан Роулінс                         | Едріан Роулінс                         | Едріан Роулінс Роббі ДжарвісY          |                                        | Едріан Роулінс                         | Едріан Роулінс Елфі МакілвейнY         |
| Лілі Поттер                                          | Джеральдін Сомервіль                   | Джеральдін СомервільA                  | Джеральдін Сомервіль                   | Джеральдін Сомервіль                   | Джеральдін Сомервіль                   | Джеральдін Сомервіль                   | Джеральдін Сомервіль                   | Джеральдін Сомервіль Еллі Дарсі-ОлденY |
| Гелена Рейвенклов Сіра Пані                          | Ніна Янг                               |                                        |                                        |                                        |                                        |                                        |                                        | Келлі Макдональд                       |
| Северус Снейп                                        | Алан Рікман                            | Алан Рікман                            | Алан Рікман                            | Алан Рікман                            | Алан Рікман Алек ХопкінсY              | Алан Рікман                            | Алан Рікман                            | Алан Рікман Бенедікт КларкY            |
| Сортувальний Капелюх                                 | Леслі ФілліпсV                         | Леслі ФілліпсV                         |                                        |                                        |                                        |                                        |                                        | Леслі ФілліпсV                         |
| Том                                                  | Дерек Дедмен                           |                                        | Джим Таваре                            |                                        |                                        |                                        |                                        |                                        |
| Дін Томас                                            | Альфред Енох                           | Альфред Енох                           | Альфред Енох                           | Альфред Енох                           | Альфред Енох                           | Альфред Енох                           |                                        | Альфред Енох                           |
| Філіус Флитвік                                       | Ворвік Девіс                           | Ворвік Девіс                           | Ворвік Девіс                           | Ворвік Девіс                           | Ворвік Девіс                           | Ворвік Девіс                           |                                        | Ворвік Девіс                           |
| Маркус Флінт                                         | Джеммі Йейтс                           | Джеммі Йейтс                           |                                        |                                        |                                        |                                        |                                        |                                        |
| Арґус Філч                                           | Девід Бредлі                           | Девід Бредлі                           | Девід Бредлі                           | Девід Бредлі                           | Девід Бредлі                           | Девід Бредлі                           |                                        | Девід Бредлі                           |
| Шеймус Фініґан                                       | Девон Мюррей                           | Девон Мюррей                           | Девон Мюррей                           | Девон Мюррей                           | Девон Мюррей                           | Девон Мюррей                           | Девон Мюррей                           | Девон Мюррей                           |
| Фіренц                                               | Рей ФіронV                             |                                        |                                        |                                        |                                        |                                        |                                        |                                        |
| З'явились у фільмі Таємна кімната                    |                                        |                                        |                                        |                                        |                                        |                                        |                                        |                                        |
| Араґоґ                                               |                                        | Джуліан ГловерV                        |                                        |                                        |                                        |                                        |                                        |                                        |
| Містер Борджин                                       |                                        | Едвард Тюдор-ПоулE                     |                                        |                                        |                                        |                                        |                                        |                                        |
| Артур Візлі                                          |                                        | Марк Вільямс                           | Марк Вільямс                           | Марк Вільямс                           | Марк Вільямс                           | Марк Вільямс                           | Марк Вільямс                           | Марк Вільямс                           |
| Містер Ґрейнджер                                     |                                        | Том Найт                               |                                        |                                        |                                        |                                        | Іен Келлі                              |                                        |
| Місіс Ґрейнджер                                      |                                        | Хізер Блісдейл                         |                                        |                                        |                                        |                                        | Мішель Фейрлі                          |                                        |
| Добі                                                 |                                        | Тобі ДжонсV                            |                                        |                                        |                                        |                                        | Тобі Джонс                             |                                        |
| Армандо Діпіт                                        |                                        | Альфред Берк                           |                                        |                                        |                                        |                                        |                                        |                                        |
| Анна Ебот                                            |                                        | Шарлотта Скеч                          |                                        | Шарлотта Скеч                          |                                        |                                        |                                        |                                        |
| Колін Кріві                                          |                                        | Гью Мітчел                             |                                        |                                        |                                        |                                        |                                        |                                        |
| Ґільдерой Локарт                                     |                                        | Кеннет Брана                           |                                        |                                        |                                        |                                        |                                        |                                        |
| Луціус Мелфой                                        |                                        | Джейсон Айзекс                         |                                        | Джейсон Айзекс                         | Джейсон Айзекс                         |                                        | Джейсон Айзекс                         | Джейсон Айзекс                         |
| Плаксива Мірта                                       |                                        | Ширлі Гендерсон                        |                                        | Ширлі Гендерсон                        |                                        |                                        |                                        |                                        |
| Поппі Помфрі                                         |                                        | Джемма Джонс                           |                                        |                                        |                                        | Джемма Джонс                           |                                        | Джемма Джонс                           |
| Ірма Пінс                                            |                                        | Саллі Мортемор                         |                                        |                                        |                                        |                                        |                                        |                                        |
| Помона Спраут                                        |                                        | Міріам Марголіс                        |                                        |                                        |                                        |                                        |                                        | Міріам Марголіс                        |
| Корнеліус Фадж                                       |                                        | Роберт Гарді                           | Роберт Гарді                           | Роберт Гарді                           | Роберт Гарді                           |                                        |                                        |                                        |
| Джастін Фінч-Флечлі                                  |                                        | Едвард Ренделл                         |                                        |                                        |                                        |                                        |                                        |                                        |
| З'явились у фільмі В'язень Азкабану                  |                                        |                                        |                                        |                                        |                                        |                                        |                                        |                                        |
| Сіріус Блек                                          |                                        |                                        | Ґері Олдмен                            | Ґері Олдмен                            | Ґері Олдмен Джеймс ВолтерсY            |                                        |                                        | Ґері Олдмен Роен ГотобедY              |
| Лаванда Браун                                        |                                        |                                        | Дженніфер Сміт                         |                                        |                                        | Джессі Кейв                            | Джессі Кейв                            | Джессі Кейв                            |
| Білл Візлі                                           |                                        |                                        | Річард Фіш                             |                                        |                                        |                                        | Донал Глісон                           | Донал Глісон                           |
| Чарлі Візлі                                          |                                        |                                        | Алекс Крокфорд                         |                                        |                                        |                                        |                                        |                                        |
| Марджорі Дурслі                                      |                                        |                                        | Пем Ферріс                             |                                        |                                        |                                        |                                        |                                        |
| Сер Кадоґан                                          |                                        |                                        | Пол Вайтгаус                           |                                        |                                        |                                        |                                        |                                        |
| Ремус Люпин                                          |                                        |                                        | Девід Тьюліс                           |                                        | Девід Тьюліс Джеймс УтечінY            | Девід Тьюліс                           | Девід Тьюліс                           | Девід Тьюліс                           |
| Пенсі Паркінсон                                      |                                        |                                        | Женев'єв Гонт                          |                                        |                                        | Скарлет Бірн                           | Скарлет Бірн                           | Скарлет Бірн                           |
| Парваті Патіл                                        |                                        |                                        | Сітара Шах                             | Шефалі Чаудхарі                        | Шефалі Чаудхарі                        | Шефалі Чаудхарі                        |                                        |                                        |
| Пітер Петіґру                                        |                                        |                                        | Тімоті Сполл                           | Тімоті Сполл                           | Тімоті Сполл Чарльз Г'юзY              | Тімоті Сполл                           | Тімоті Сполл                           | Тімоті СполлA                          |
| Ерні Пренґ                                           |                                        |                                        | Джиммі Гарднер                         |                                        |                                        |                                        |                                        |                                        |
| Мадам Розмерта                                       |                                        |                                        | Джулі Крісті                           |                                        |                                        |                                        |                                        |                                        |
| Сивіла Трелоні                                       |                                        |                                        | Емма Томпсон                           |                                        | Емма Томпсон                           |                                        |                                        | Емма Томпсон                           |
| Тсантса                                              |                                        |                                        | Ленні ГенріV                           |                                        |                                        |                                        |                                        |                                        |
| Стен Шанпайк                                         |                                        |                                        | Лі Інглбі                              |                                        |                                        |                                        |                                        |                                        |
| З'явились у фільмі Келих Вогню                       |                                        |                                        |                                        |                                        |                                        |                                        |                                        |                                        |
| Хіткот Барбарі Учасник рок-гурту «Фатальні сестри»   |                                        |                                        |                                        | Джейсон Бакл                           |                                        |                                        |                                        |                                        |
| Френк Брайс                                          |                                        |                                        |                                        | Ерік Сайкс                             |                                        |                                        |                                        |                                        |
| Майрон Вагтейл Учасник рок-гурту «Фатальні сестри»   |                                        |                                        |                                        | Джарвіс Кокер                          |                                        |                                        |                                        |                                        |
| Роджер Девіс                                         |                                        |                                        |                                        | Генрі Ллойд–Хьюз                       |                                        |                                        |                                        |                                        |
| Габріель Делякур                                     |                                        |                                        |                                        | Анджеліка Менді                        |                                        |                                        |                                        |                                        |
| Флер Делякур                                         |                                        |                                        |                                        | Клеманс Поезі                          |                                        |                                        | Клеманс Поезі                          | Клеманс Поезі                          |
| Кірлі Дюк Учасник рок-гурту «Фатальні сестри»        |                                        |                                        |                                        | Джонні Грінвуд                         |                                        |                                        |                                        |                                        |
| Амос Діґорі                                          |                                        |                                        |                                        | Джефф Роул                             |                                        |                                        |                                        |                                        |
| Седрик Діґорі                                        |                                        |                                        |                                        | Роберт Паттінсон                       | Роберт ПаттінсонA                      |                                        |                                        |                                        |
| Ігор Каркароф                                        |                                        |                                        |                                        | Предраг Бйєлач                         |                                        |                                        |                                        |                                        |
| Барті Кравч-молодший                                 |                                        |                                        |                                        | Девід Теннант                          |                                        |                                        |                                        |                                        |
| Барті Кравч старший                                  |                                        |                                        |                                        | Роджер Лойд-пек                        |                                        |                                        |                                        |                                        |
| Віктор Крум                                          |                                        |                                        |                                        | Станіслав Яневський                    |                                        |                                        | Станіслав ЯневськийE                   |                                        |
| Гідеон Крумб Учасник рок-гурту «Фатальні сестри»     |                                        |                                        |                                        | Стівен Клейдон                         |                                        |                                        |                                        |                                        |
| Олімпія Максім                                       |                                        |                                        |                                        | Френсіс де ла Тур                      |                                        |                                        | Френсіс де ла Тур                      |                                        |
| Аластор Муді                                         |                                        |                                        |                                        | Брендан Глісон                         | Брендан Глісон                         |                                        | Брендан Глісон                         |                                        |
| Парваті Патіл                                        |                                        |                                        |                                        | Афшан Азад                             | Афшан Азад                             | Афшан Азад                             | Афшан Азад                             | Афшан Азад                             |
| Ріта Скітер                                          |                                        |                                        |                                        | Міранда Річардсон                      |                                        |                                        | Міранда Річардсон                      |                                        |
| Донаган Тремлетт Учасник рок-гурту «Фатальні сестри» |                                        |                                        |                                        | Стів Маккей                            |                                        |                                        |                                        |                                        |
| Орсіно Трустон Учасник рок-гурту «Фатальні сестри»   |                                        |                                        |                                        | Філ Селвей                             |                                        |                                        |                                        |                                        |
| Чо Чанґ                                              |                                        |                                        |                                        | Кеті Люнг                              | Кеті Люнг                              | Кеті Люнг                              | Кеті Люнг                              | Кеті Люнг                              |
| З'явились у фільмі Орден Фенікса                     |                                        |                                        |                                        |                                        |                                        |                                        |                                        |                                        |
| Долорес Амбридж                                      |                                        |                                        |                                        |                                        | Імелда Стонтон                         |                                        | Імелда Стонтон                         |                                        |
| Амелія Боунз                                         |                                        |                                        |                                        |                                        | Шан Томас                              |                                        |                                        |                                        |
| Мафальда Гопкірк                                     |                                        |                                        |                                        |                                        | Джессіка ГайнсV                        |                                        | Софі Томпсон                           |                                        |
| Вільгельміна Граблі-Планка                           |                                        |                                        |                                        |                                        | Еппл Брук                              |                                        |                                        |                                        |
| Ґроп                                                 |                                        |                                        |                                        |                                        | Тоні Модслі                            |                                        |                                        |                                        |
| Еберфорс Дамблдор                                    |                                        |                                        |                                        |                                        | Джим МакМанус                          |                                        |                                        | Кіаран Гайндс                          |
| Елфаєс Додж                                          |                                        |                                        |                                        |                                        | Пітер Картрайт                         |                                        | Девід Райол                            |                                        |
| Джон Доліш                                           |                                        |                                        |                                        |                                        | Річард Ліф                             |                                        |                                        |                                        |
| Крічер                                               |                                        |                                        |                                        |                                        | Тімоті БейтсонV                        |                                        | Саймон МакБерніV                       |                                        |
| Луна Лавґуд                                          |                                        |                                        |                                        |                                        | Еванна Лінч                            | Еванна Лінч                            | Еванна Лінч                            | Еванна Лінч                            |
| Арабелла Фіґ                                         |                                        |                                        |                                        |                                        | Кетрін Хантер                          |                                        |                                        |                                        |
| Белатриса Лестранж                                   |                                        |                                        |                                        |                                        | Гелена Бонем Картер                    | Гелена Бонем Картер                    | Гелена Бонем Картер                    | Гелена Бонем Картер                    |
| Аліса Лонґботом                                      |                                        |                                        |                                        |                                        | Ліза Вуд                               |                                        |                                        |                                        |
| Френк Лонґботом                                      |                                        |                                        |                                        |                                        | Джеймс Пейтон                          |                                        |                                        |                                        |
| Магоріан                                             |                                        |                                        |                                        |                                        | Майкл Вайлдмен                         |                                        |                                        |                                        |
| Німфадора Тонкс                                      |                                        |                                        |                                        |                                        | Наталія Тена                           | Наталія Тена                           | Наталія Тена                           | Наталія Тена                           |
| Кінґслі Шеклболт                                     |                                        |                                        |                                        |                                        | Джордж Харріс                          |                                        | Джордж Харріс                          | Джордж Харріс                          |
| З'явились у фільмі Напівкровний принц                |                                        |                                        |                                        |                                        |                                        |                                        |                                        |                                        |
| Маркус Белбі                                         |                                        |                                        |                                        |                                        |                                        | Роберт Нокс                            |                                        |                                        |
| Реґулус Блек                                         |                                        |                                        |                                        |                                        |                                        | Том Моркрофт                           |                                        |                                        |
| Ромільда Вейн                                        |                                        |                                        |                                        |                                        |                                        | Анна Шаффер                            | Анна Шаффер                            | Анна Шаффер                            |
| Елдред Ворпл                                         |                                        |                                        |                                        |                                        |                                        | Пол Ріттер                             |                                        |                                        |
| Фенрір Ґрейбек                                       |                                        |                                        |                                        |                                        |                                        | Девід Леджено                          | Девід Леджено                          | Девід Леджено                          |
| Блез Забіні                                          |                                        |                                        |                                        |                                        |                                        | Луіс Кордіс                            | Луіс Кордіс                            | Луіс Кордіс                            |
| Алекто Керроу                                        |                                        |                                        |                                        |                                        |                                        | Сюзанн Тоус                            | Сюзанн Тоус                            | Сюзанн Тоус                            |
| Амікус Керроу                                        |                                        |                                        |                                        |                                        |                                        | Ральф Айнесон                          | Ральф Айнесон                          | Ральф Айнесон                          |
| Ліанна                                               |                                        |                                        |                                        |                                        |                                        | Ізабелла Лафленд                       | Ізабелла Лафленд                       | Ізабелла Лафленд                       |
| Кормак Маклаґен                                      |                                        |                                        |                                        |                                        |                                        | Фредді Строма                          | Фредді Строма                          | Фредді Строма                          |
| Нарциса Мелфой                                       |                                        |                                        |                                        |                                        |                                        | Гелен Маккрорі                         | Гелен Маккрорі                         | Гелен Маккрорі                         |
| Горацій Слизоріг                                     |                                        |                                        |                                        |                                        |                                        | Джим Бродбент                          |                                        | Джим Бродбент                          |
| З'явились у фільмі Смертельні реліквії — Частина 1   |                                        |                                        |                                        |                                        |                                        |                                        |                                        |                                        |
| Батільда Беґшот                                      |                                        |                                        |                                        |                                        |                                        |                                        | Хейзел Дуглас                          |                                        |
| Чаріті Бербідж                                       |                                        |                                        |                                        |                                        |                                        |                                        | Керолін Піклс                          |                                        |
| Ґреґорович                                           |                                        |                                        |                                        |                                        |                                        |                                        | Раде Шербеджія                         |                                        |
| Ґелерт Ґріндельвальд                                 |                                        |                                        |                                        |                                        |                                        |                                        | Майкл Берн Джеймі Кемпбелл БоверY      |                                        |
| Мері Катермол                                        |                                        |                                        |                                        |                                        |                                        |                                        | Кейт Флітвуд                           |                                        |
| Реджінальд Катермол                                  |                                        |                                        |                                        |                                        |                                        |                                        | Стеффан Родрі                          |                                        |
| Ксенофілій Лавгуд                                    |                                        |                                        |                                        |                                        |                                        |                                        | Ріс Іванс                              |                                        |
| Тітонька Мюріель                                     |                                        |                                        |                                        |                                        |                                        |                                        | Матіелок Гіббс                         |                                        |
| Альберт Ранкорн                                      |                                        |                                        |                                        |                                        |                                        |                                        | Девід О'Гара                           |                                        |
| Скабіор                                              |                                        |                                        |                                        |                                        |                                        |                                        | Нік Моран                              | Нік Моран                              |
| Руфус Скрімджер                                      |                                        |                                        |                                        |                                        |                                        |                                        | Білл Наї                               |                                        |
| Пій Тікнесі                                          |                                        |                                        |                                        |                                        |                                        |                                        | Гай Генрі                              | Гай Генрі                              |
| Манданґус Флетчер                                    |                                        |                                        |                                        |                                        |                                        |                                        | Енді Лінден                            |                                        |
| Корбан Якслі                                         |                                        |                                        |                                        |                                        |                                        |                                        | Пітер Маллан                           |                                        |
| З'явились у фільмі Смертельні реліквії — Частина 2   |                                        |                                        |                                        |                                        |                                        |                                        |                                        |                                        |
| Боґрод                                               |                                        |                                        |                                        |                                        |                                        |                                        |                                        | Джон Кі                                |
| Аріана Дамблдор                                      |                                        |                                        |                                        |                                        |                                        |                                        |                                        | Хебе Бердсалл                          |
| Роуз Ґрейнджер-Візлі                                 |                                        |                                        |                                        |                                        |                                        |                                        |                                        | Хелена Барлоу                          |
| Х'юго Ґрейнджер-Візлі                                |                                        |                                        |                                        |                                        |                                        |                                        |                                        | Райан Тернер                           |
| Асторія Ґрінґрас                                     |                                        |                                        |                                        |                                        |                                        |                                        |                                        | Джейд Гордон                           |
| Скорпіус Мелфой                                      |                                        |                                        |                                        |                                        |                                        |                                        |                                        | Берті Гілберт                          |
| Албус Северус Поттер                                 |                                        |                                        |                                        |                                        |                                        |                                        |                                        | Артур Боуен                            |
| Джеймс Сіріус Поттер                                 |                                        |                                        |                                        |                                        |                                        |                                        |                                        | Вілл Данн                              |
| Лілі Луна Поттер                                     |                                        |                                        |                                        |                                        |                                        |                                        |                                        | Дафна Де Бейстегуй                     |

## Нотатки
1. ↑  Гембон виконував роль Дамблдора починаючи з «В'язня Азкабану» через смерть Річарда Гарріса[27]
2. ↑  Вінсент Креб — другорядний персонаж, який з’являється в кожній книзі та помирає в ключових сценах «Дарів смерті»[42]. Під час зйомок сьомого фільму Джеймі Вейлетт визнав себе винним у справі щодо вирощування марихуани[43]. Джошуа Гердман, який грає Грегорі Ґойла, заявив у серпні 2009 року, що Вейлетт не буде повторювати свою роль. Натомість персонаж Гердмана помер у фінальному фільмі[44].
3. ↑  У перших двох фільмах Девіс зіграв Філіуса Флитвіка. Під час підготовки до третього фільму продюсери сказали Девісу, що у Флитвіка немає появи у фільмі, але вони хотіли б, щоб він зіграв когось іншого, принаймні в епізодичній ролі. Девіс зіграв чоловіка з темним волоссям і вусами, який керував хором на вітальному бенкеті в Гоґвортсі. Під час підготовки до зйомок «Кубка вогню» режисер Майк Ньюелл сказав Девісу, що хоче зберегти вигляд персонажа з попереднього фільму[26].
4. ↑  Сцена з містером Борджином була знята для «Таємної кімнати», але вирізана з прокатної версії картини[74].
5. ↑  Роберт Нокс був вбитий 24 травня 2008 року до виходу «Напівкровного Принца».[141] Актори та знімальна група «Напівкровного принца» одягли білі стрічки на прем’єрі фільму в Лондоні на честь Нокса[142].